# جین کارپنتر
جین کارپنتر (انگلیسی: Jeanne Carpenter؛ ‏ ۱ فوریهٔ ۱۹۱۶ – ۵ ژانویهٔ ۱۹۹۴) بازیگر خردسال دوران صامت اهل ایالات متحده آمریکا بود که به‌مدت ۷۴ سال در صنعت سینما فعال بود.

## گزیدهٔ فیلم‌شناسی
- روشنایی‌های شهر (۱۹۳۱)
- به نام قانون (۱۹۲۲)
- بابا لنگ‌دراز (۱۹۱۹) (نامش در عنوان‌بندی نیامده)